# Shunsuke Ueda
Shunsuke Ueda (植田 峻佑 Ueda Shunsuke?), född 4 april 1988 i Chiba prefektur, är en japansk fotbollsspelare.
Ueda började sin karriär 2011 i Fukushima United FC. 2012 flyttade han till Volca Kagoshima (Kagoshima United FC). Efter Kagoshima United FC spelade han för Fukui United FC.